# Alpha... directions
Alpha... directions est une bande dessinée de Jens Harder, publiée en 2009. Elle est le premier tome d'une trilogie.
L'ouvrage, bande dessinée ou récit graphique de 2 000 images sur 340 pages, retrace l'évolution de l'univers et de la Terre sur 14 milliards d'années.

## Composition
Le récit combine des représentations scientifiques avec des images issues de la religion et de l'histoire culturelle, qui reflètent la manière dont les hommes, à différentes époques, ont expliqué la naissance de leur monde : ainsi s'établit un dialogue entre l'histoire du monde et l'histoire culturelle, dont les jalons peuvent être aussi divers que Dürer, Magritte, Holbein, Van Gogh.   
L'ouvrage repose sur une sobre bichromie, soulignée d'un trait noir. La tonalité des planches change en fonction de l'âge de la Terre. À la fin de chaque chapitre, un bref résumé rappelle les événements majeurs de la période.  

## Analyses

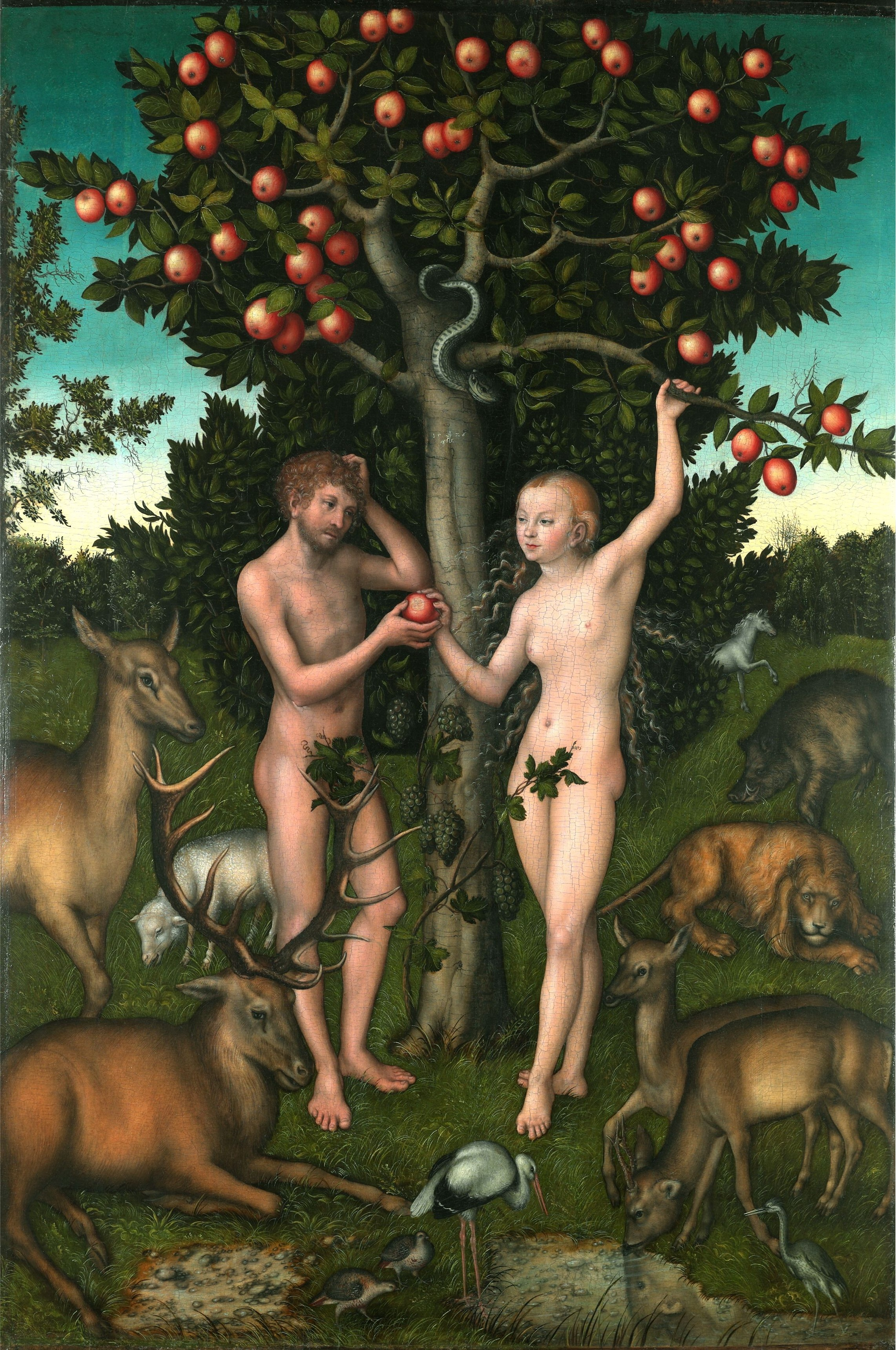
Adam et Eve, tableau de Lucas Cranach l'ancien qui sert d'inspiration à Harder dans Alpha... directions.

Pour Thierry Groensteen, Harder cite dans 95% de ses planches des visuels déjà existants qu'il emprunte, « sans hiérarchie de légitimité ou de provenance, à des sources très diverses : peintures rupestres, maîtres anciens, illustrations, planches d'autres bandes dessinées, cartes, diagrammes, photographies, arrêts sur image, animations informatiques, etc. Des tableaux de maîtres anciens (Bosch, Botticelli, Bruegel, Cranach, Dürer, Michel-Ange, Léonard) côtoient des œuvres d'Hergé, d'Uderzo, de Disney, des figures moins connues de la culture pop contemporaine, et toutes sortes d'autres images qui n'ont aucune prétention au statut d'art ». Il les redessine toutes, ce qui donne une homogénéité à un ensemble très disparate.   
Les tableaux ne sont pas cités pour eux-mêmes, mais forment un système. En convoquant Magritte, Jules Verne, la mission Apollo et Michel-Ange, Harder résume en une page « comment la Lune a été créée (selon la Bible), comment elle nous éclaire, comment elle hante notre imagination et comment elle a été conquise ». En procédant au recadrage du motif, comme il le fait avec le tableau de Lucas Cranach, il en change le sujet : l'image ne met plus en valeur Adam et Eve, mais les capacités d'adaptation des espèces animales.
L'ouvrage joue ainsi sur plusieurs niveaux de symboles : citer les tableaux, c'est d'abord reconnaître leur statut d'œuvres, et faire confiance aux lecteurs pour les reconnaître. Ces œuvres d'art sont cependant surtout utilisées pour leur motif, et non pour leur qualité intrinsèque : elles s'insèrent dans l'histoire plus large des représentations humaines. L'art n'est pas distinct de la science, il est désacralisé et apparaît comme une expression de l'activité humaine parmi d'autres.
Si Harder dessine des images qui évoquent d'anciennes gravures sur bois, c'est parce que l'image scientifique du monde est selon lui menacée : la  connaissance scientifique du monde ne laisse certes plus de place aux interrogations irrationnelles, mais ne propose pas pour autant d'images pour les remplacer. Jens Harder souhaite donc créer quelque chose « qui ressemble à une Bible en images, comme celles qui étaient publiées autrefois pour les analphabètes. Car l'histoire de l'apparition de la vie continue de nous apparaître comme un miracle ».

## Réception critique
Pour Rabea Weihser, il s'agit d'une œuvre monumentale, du travail d'une vie entière. Paul Gravett le recense en 2018 dans sa liste des dix meilleurs romans graphiques pour le Guardian. Frank Patalong regrette le contraste entre des textes secs, voire scolaires, et les images, ludiques et audacieuses. Pour Thierry Groensteen, le « grand récit » de Harder est une bande dessinée très atypique. Selon Télérama, le dessinateur est  « un vulgarisateur hors pair (...) et l'artiste qu'il est aussi affectionne les coups de force graphiques ».
Des expositions reprenant des pages choisies d'Alpha sont organisées, notamment du 1er septembre au 1er novembre 2009 à la Bibliothèque de la Cité des sciences et de l'industrie, au Muséum d'Aix en Provence du 19 mars au 23 avril 2011 ainsi que du 12 au 30 mai 2011 au centre de culture scientifique Atlas à St Ouen.

## Prix et récompenses
- 2010 : Prix de l'audace au festival d'Angoulême[1]
- 2010 : Prix Max et Moritz de la meilleure publication locale de bande dessinée